# Abdelaziz ben Mohammed ben Saoud
Abdelaziz ben Mohammed ben Saoud (en arabe, عبد العزيز بن محمد بن سعود), mort assassiné le 2 octobre 1803 est le deuxième souverain de la dynastie saoudienne (1765-1803).

## Biographie
Abdelaziz ben Mohammed succède à son père, Mohammed ibn Saoud à la mort de celui-ci en 1765. Il poursuit la conversion militaire des tribus bédouines aux enseignements des Wahhabites. En 1773, il parvient à soumettre l'émirat de Riyad, qui résistait depuis 27 ans.
Dans les années qui suivirent, les Bédouins d'Arabie centrale furent soumis à une guérilla ininterrompue. L'ensemble du Nejd est conquis en 1786. 
En 1800, al-Hasa, Bahreïn et les tribus du Qatar, ainsi que la côte des pirates sont soumis. Les campagnes des pachas ottomans de Bagdad à Al-Hasa restent infructueuses. En 1802, Abdelaziz ben Mohammed conduit un raid wahhabite jusqu'à Kerbala en Irak et pille la tombe de Hussein, l'un des plus importants sanctuaires chiites, qui est détruite.
Le 2 octobre 1803, il est assassiné par un chiite à Dariya alors qu'il priait dans la mosquée. Son fils Saoud ben Abdelaziz (en) (1803-1814) lui succède.